# Azpeitia
Azpeitia ist eine spanische Gemeinde in der autonomen Provinz Baskenland. Sie ist Teil der Provinz Gipuzkoa.
Sie besteht aus sieben ehemals selbständigen Orten, darunter der Wallfahrtsort Loiola (spanisch Loyola), der Geburtsort des Gründers des Jesuitenordens, Ignatius von Loyola.
Die am Fuß des Izaraitz-Massiv und am Fluss Urola gelegene Gemeinde hat 15.208 Einwohner (Stand: 2024).

## Wirtschaft
Bedeutendster Wirtschaftssektor der Gemeinde sind die Holzproduktion und die holzverarbeitende Industrie, die auf die lokalen Wälder als Ressource zurückgreifen kann. Dazu kommen in  zweiter Linie Betriebe der  Metallverarbeitung und die Ausbeutung  benachbarter Steinbrüche. Die Landwirtschaft, vor allem die Viehzucht, bedient vornehmlich den lokalen Markt.
Ein weiterer wichtiger Wirtschaftsfaktor ist der Tourismus, insbesondere die Wallfahrten zum Sanktuarium (Wallfahrtsbasilika) und dem Geburtshaus des heiligen Ignatius in Loiola.

## Sehenswürdigkeiten

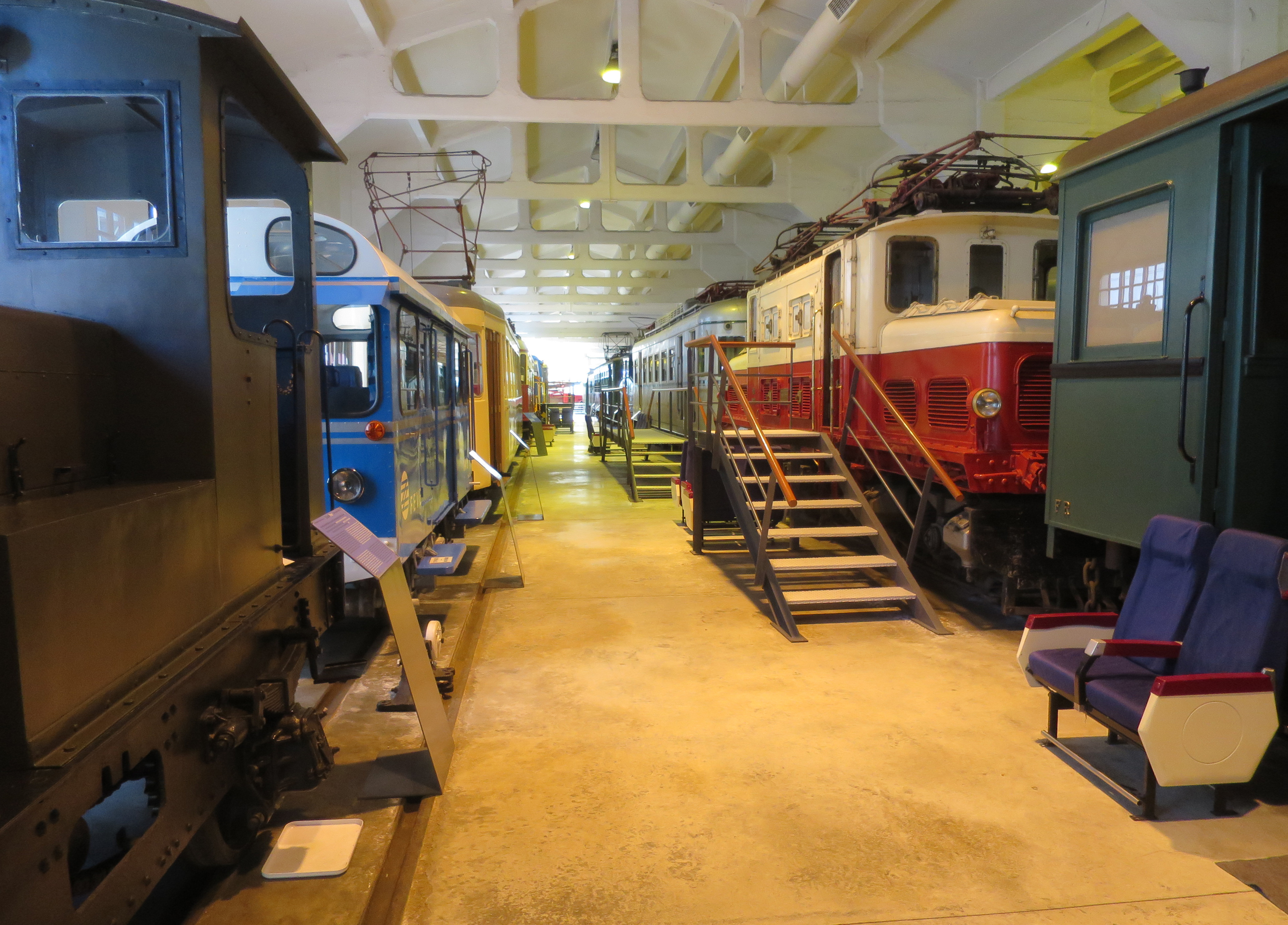
Baskisches Eisenbahnmuseum, Fahrzeughalle

- San Sebastián de Soriasu, auf antiken Fundamenten erbaute Kirche aus dem 16. Jahrhundert mit baulichen Veränderungen aus dem 18. Jahrhundert.
- Casa Enparan, ein 1320 erbautes Haus, das 1535 umgestaltet worden ist und 1750 ein weiteres Mal umgebaut wurde.
- Antxieta Palast, 16. Jahrhundert
- Kloster Santa Magdalena, 19. Jahrhundert
- Kloster Unserer lieben Frau von Antigua, 18. Jahrhundert
- Plaza de Toros, erbaut 1903
- Baskisches Eisenbahnmuseum (Museo vasco de Ferrocarril). Im Tal des Oruna wurde im 19. Jahrhundert die Bahnstrecke Zumarrága–Zumaia gebaut, die erste, die in Spanien elektrifiziert wurde. Nach Stilllegung der Bahn 1988 wurden Bahnhof und angrenzendes Bahnbetriebswerk in Azpeitia zu einem Eisenbahnmuseum umgestaltet.
- Umweltmuseum
- Santuario de Loyola/Loiolako Santutegia in Loiola. Der Komplex, der aus mehreren barocken Gebäuden und dem Geburtshaus von Ignatius von Loiola besteht, ist ein bedeutender katholischer Wallfahrtsort.

## Söhne der Gemeinde
- Martín García Óñez de Loyola (1549–1598), Adeliger, der als Gouverneur der spanischen Kolonie in Chile amtierte
- Félix de Berroeta (?–1768), Offizier und Kolonialverwalter
- Juan Antonio Larrañaga (* 1958), Fußballspieler
- Joseba Albizu (* 1978), Radrennfahrer
- Andoni Aranaga (* 1979), Radsportler
- Mikel Aranburu (* 1979), Fußballspieler
- Mikel Labaka (* 1980), Fußballspieler